# Lois Ann Pfiester
Lois Ann Pfiester (20 novembre 1936 - 28 septembre 1992) est une phycologue et protistologue américaine, spécialisée dans les espèces de dinoflagellés d'eau douce.

## Biographie
Pfiester obtient en 1965 son diplôme AB (Artium Baccalaureus) de l'Université de Spalding, sa maîtrise de l'Université Murray State en 1970 et son doctorat en botanique de l'Ohio State University en 1974. Elle rejoint en 1974 la faculté du département de botanique de l'Université de l'Oklahoma en tant que professeure adjointe et y est professeure titulaire en 1992 au moment de sa mort. Elle dirige 4 thèses de doctorat et est auteur ou co-auteur de plus de 75 articles de revues.
En 1978, elle se rend à Prague pendant quatre semaines pour travailler avec le protistologue Jiří Popovský. Les deux collègues identifient plus de 30 étapes différentes dans le cycle de vie des dinoflagellés du genre Cystodinedria .
Pfiester est rédactrice en chef adjointe du Journal of Phycology de 1980 à 1988. En 1990, elle est présidente de la Phycological Society of America.
Elle est une experte internationalement reconnue en dinoflagellés, en particulier du genre Peridinium. Elle est la première à étudier le cycle biologique des dinoflagellés à l'aide de la microscopie optique, la microscopie électronique à balayage et microscopie électronique à transmission,.
En 1988, les chercheurs Joann Burkholder et Edward Noga de l'Université d'État de la Caroline du Nord découvrent un nouveau genre de dinoflagellés qu'ils nomment Pfiesteria en l'honneur de Lois Ann Pfiester,.